# Carles Coll
Carles Coll Martí (Tarragona, 15 de octubre de 2001) es un deportista español que compite en natación, especialista en el estilo braza.
Ganó una medalla de oro en el Campeonato Mundial de Natación en Piscina Corta de 2024, en la prueba de 200 m braza.
Participó en los Juegos Olímpicos de París 2024, en la prueba de 4 × 100 m estilos, sin poder disputar la final al ser descalificado el relevo en la manga de clasificación.
Estudió el grado en Ciencias de la vida en el Instituto Politécnico y Universidad Estatal de Virginia.

## Palmarés internacional
| Campeonato Mundial en Piscina Corta | Campeonato Mundial en Piscina Corta | Campeonato Mundial en Piscina Corta | Campeonato Mundial en Piscina Corta |
| Año                                 | Lugar                               | Medalla                             | Prueba                              |
| ----------------------------------- | ----------------------------------- | ----------------------------------- | ----------------------------------- |
| 2024                                | Budapest (Hungría)                  | Medalla de oro                      | 200 m braza                         |